# Alter Hofman
Alter Hofman (ur. 1909, zm. 29 maja 1944 w Łodzi) – polski pisarz pochodzenia żydowskiego, tworzący w języku jidysz.

## Życiorys
Urodził się w biednej, żydowskiej rodzinie na Kielecczyźnie. Zarobkowo pracował jako krawiec. Na początku lat 30. XX wieku, zaczął publikować w prasie żydowskiej. Jego opowiadania ukazywały się między innymi na łamach Literarisze Bleter. W swoim dorobku literackim miał także powieść pt. Gefuremte kojḥe̱t: (dercejlungen) wydaną w 1938 lub 1939 roku. Hofman, należał do literatów o sympatiach komunistycznych. 
Po wybuchu II wojny światowej znalazł się w Ghetto Litzmannstadt, gdzie należał do grupy pisarzy, która skupiona była wokół Miriam Ulinower. Zmarł z głodu w getcie w maju 1944. Jego utwory z okresu okupacji niemieckiej, przepadły w trakcie Holocaustu.